# Ihor Dmytrenko
Ihor Mychailowytsch Dmytrenko (* 24. Juli 1928 in Charkow; † 17. Mai 2009 ebenda) war ein ukrainisch-sowjetischer Tieftemperaturphysiker.

## Leben
Dmytrenko, Sohn eines Ingenieurs und einer Krankenschwester, war während des Deutsch-Sowjetischen Krieges evakuiert und arbeitete als Schlosser in einer Flugzeugreparaturwerkstatt. 1946 nach dem Schulabschluss als Externer begann er ein Studium am Polytechnischen Institut Charkow, das er 1952 als Physikingenieur abschloss. Anschließend arbeitete er in der Entwicklungsabteilung des Malyschew-Werks.
Ende 1953 begann Dmytrenko eine Aspirantur in der Tieftemperaturphysik-Abteilung, geleitet von dem Akademie-Mitglied B. G. Lasarew, im Charkower Physik-und-Technik-Institut der Akademie der Wissenschaften der Ukrainischen Sozialistische Sowjetrepublik (USSR). 1958 verteidigte Dmytrenko erfolgreich seine Kandidat-Dissertation über Quantenoszillationen der Magnetischen Suszeptibilität von Metallen.
1958 bildeten B. I. Werkin, A. A. Galkin, B. N. Eselsohn und dazu Dmytrenko eine Initiativgruppe zur Gründung des Instituts für Tieftemperaturphysik und -technik (FTINT) der Akademie der Wissenschaften der Ukraine in Charkow. Das Institut wurde 1960 gegründet, und Dmytrenko leitete die Abteilung für Supraleiter-Elektronik (die spätere Abteilung für supraleitende und mesoskopische Strukturen). 1970 verteidigte er erfolgreich seine Doktor-Dissertation über den Josephson-Effekt in schwachgebundenen Supraleitern. Darauf wurde er Erster Stellvertreter des Wissenschaftlichen Direktors des FTINT und blieb es bis 1982. 1972 wurde auf Dmytrenkos Initiative im Polytechnischen Institut Charkow die Fakultät für Physik und Technik gegründet und später der Lehrstuhl für Technische Tieftemperaturphysik. 1972 wurde Dmytrenko zum Professor ernannt und 1988 in die Akademie der Wissenschaften der USSR aufgenommen.
Mit seiner Abteilung untersuchte Dmytrenko das Verhalten von Dünnschicht-Supraleitern in konstanten und wechselnden elektromagnetischen Feldern. 1965 wies er zusammen mit I. K. Janson und W. M. Swistunow experimentell die besonderen elektromagnetischen Effekte von Supraleiter-Strömen durch Tunnelbarrieren (Josephson-Effekt) nach, die theoretisch von Brian Josephson vorausgesagt worden waren. Dies bildete die Grundlage für seine Doktor-Dissertation. Es wurden chaotische Phänomene in supraleitenden Systemen beobachtet sowie Quantenmagnetflüsse in dünnen Zylindern aus gewöhnlichen Metallen, die praktisch die Aslamosow-Larkin-Theorie bestätigten. In den 1990er Jahren wurden makroskopische Quanten-Tunnelungen beobachtet und Quantenresonanzphänomene in Systemen mit Josephson-Kontakten. 2000 erhielt das Dmitrenko-Kollektiv den Staatspreis der Ukraine für die durch ein elektromagnetisches Wechselfeld stimulierte Supraleitung und Phasenänderungen in Dünnschicht-Supraleitern und Hochtemperatur-Supraleitern. Von der Universität Leiden wurde Dmytrenko zu einer Vorlesungsreihe eingeladen.
In Dmytrenkos Abteilung wurden auch anwendungsorientierte Arbeiten durchgeführt. Dazu gehörten in einem weiten Bereich abstimmbare Thermometer für die Supraleiter-Kryotechnik und Magnetometer. Aus diesen Arbeiten resultierte der erste in der Sowjetunion gebaute Magnetokardiograph. 1967 entstand in Dmytrenkos Abteilung das erste SQUID der Sowjetunion und später das erste Bolometer.